# Le Printemps romain de Mrs. Stone
Le Printemps romain de Mrs Stone est un roman de Tennessee Williams publié en 1950.
Le roman a été l'objet de deux adaptations, l'une au cinéma (1961) et l'autre à la télévision (2003).

## Résumé
Dans la première moitié du XXe siècle, Mrs Stone, ancienne actrice américaine, la cinquantaine, est à Rome. Meg, journaliste, lui reproche d'avoir abandonné la scène. Mrs Stone dit qu'elle s'est raccrochée au pays et aux gens. Après la mort de son mari, elle se réfugie en Italie, à Rome, où elle rencontrera le somptueux Paolo, jeune gigolo en quête d'argent et de célébrité.